# Русалско
Руса̀лско е село в Южна България, община Ардино, област Кърджали.

## География
Село Русалско се намира в най-източната част на Западните Родопи, на около 6 – 7 km на запад от река Боровица, която ги разграничава от Източните Родопи. Разположено е по североизточните склонове на родопския рид Каракулас, на около 21 km на запад-северозапад от Кърджали и 13 km на север от Ардино.
| Население по години | Население по години |
| ------------------- | ------------------- |
| 1934 г.             | 545 души            |
| 1946 г.             | 542 души            |
| 1956 г.             | 464 души            |
| 1975 г.             | 143 души            |
| 1985 г.             | 170 души            |
| 1992 г.             | 88 души             |
| 2001 г.             | 59 души             |
| 2011 г.             | 48 души             |
| 2019 г.             | 49 души             |

Надморската височина в центъра на селото е около 776 m, а в границите му варира между 690 и 830 m.
До село Русалско води общински път със стара и – към края на второто десетилетие на 21 век – износена асфалтова настилка от село Сполука, който е продължение на стигащия до Сполука третокласен републикански път III-8653. Непосредствено преди Русалско от общинския път се отклонява вляво, на запад, път без настилка за село Песнопой. При пълноводие река Арда понякога залива моста на третокласния път III-8653 под село Сполука, поради което в близост е построен по-високо над водата друг мост – висящ, открит през 2008 г., по който биха могли да преминават при нужда само леки коли.
Числеността на населението към 1975 г. е намаляла повече от три пъти спрямо 1956 г. За този спад вероятно допринася договорът „За изселването на български граждани от турски произход, чиито близки роднини са се изселили в Турция до 1952 г.“, подписан между България и Турция на 22 март 1968 г..
Много постройки в селото, особено по-старите, са изградени с каменна зидария и покрити с каменни плочи.

## История
Селото – тогава с име Оташлъ̀̀ – е в България от 1912 г. Преименувано е на Русалско с министерска заповед № 3225, обнародвана на 21 септември 1934 г.
Към 31 декември 1934 г. село Русалско се състои от махалите Бъзово (Караач), Бързица (Къшла), Заровец (Терзилер) и Смоларе (Катранджилар).
Село Русалско е било административен център на община Русалско, Ардинска околия, Хасковски окръг от 28 септември 1949 г., когато общината е създадена, до 26 декември 1978 г., когато е закрита.
Поминъкът на хората в селото е животновъдство – предимно говедовъдство, и тютюнопроизводство.
Във фондовете на Държавния архив Кърджали се съхраняват документи от съответни периоди на/за:
- Списък на фондове от масив „K“:

– Частно турско училище – с. Русалско (Оташлъ̀), Кърджалийско; фонд 185K; 1930 – 1944; Промени в наименованието на фондообразувателя:
> Частно турско училище – с. Оташлъ̀, Кърджалийско (1930 – 1934);
> Частно турско училище – с. Русалско, Кърджалийско (1934 – 1944);
- Списък на фондове от масив „С“:

– Народно основно училище „Девети септември“ – с. Русалско, Кърджалийско; фонд 216; 1944 – 1997; Промени в наименованието на фондообразувателя:
> Народно основно училище (1944 – 1962);
> Народно основно училище „Девети септември“ (1962 – 1993);
> Основно училище „Д-р Петър Берон“ (1993 – 1997);
– Трудово кооперативно земеделско стопанство „Победа“ – с. Русалско, Кърджалийско; фонд 407; 1958 – 1971;
– Потребителна кооперация „Русалка“ – с. Русалско, Кърджалийско; фонд 413; 1947 – 1997; Промени в наименованието на фондообразувателя:
> Всестранна кооперация „Русалка“ (1947 – 1952);
> Селска потребителна кооперация „Русалка“ (1952 – 1958);
> Потребителна кооперация „Русалка“ (1958 – 1968);
> Потребителна кооперация „Русалка“ – с. Боровица, Кърджалийско (1968 – 1997);
– Народно читалище „Просвета“ – с. Русалско, Кърджалийско; фонд 558; (1952 – 1959).

## Население
Преброяване на населението през 2011 г.
Численост и дял на етническите групи според преброяването на населението през 2011 г.:
|                     | Численост | Дял (в %) |
| Общо                | 48        | 100,00    |
| Българи             | 0         | 0,00      |
| Турци               | 47        | 97,91     |
| Цигани              | 0         | 0,00      |
| Други               | 0         | 0,00      |
| Не се самоопределят | 0         | 0,00      |
| Неотговорили        | 0         | 0,00      |

## Религии
Религията, изповядвана в селото, е ислям.

## Обществени институции
Село Русалско към 2020 г. е център на кметство Русалско, което обхваща селата Сполука, Дойранци, Аврамово, Русалско и Песнопой.
Молитвеният дом е стара джамия..
Според медийна информация, „В това село, където някога е имало болница, поща, училище, черква и джамия, е останал само спомен от времето, когато тук е кипял живот. ... Сега само джамията се поддържа, а отдавна черквата се използва за склад на слама.“

## Културни и природни забележителности
Село Русалско е един от изходните пунктове за изкачване на родопския връх Бездивен, висок 1140 m и отстоящ на около 3 km, за чието пешеходно достигане и изкачване са необходими около 3 часа.